# 聖闘士星矢 NEXT DIMENSION 冥王神話
『聖闘士星矢 NEXT DIMENSION 冥王神話』（セイントセイヤ ネクスト ディメンション めいおうしんわ）は、車田正美による日本の漫画。『週刊少年チャンピオン』（秋田書店）2006年22・23合併号にて、前作のラストエピソードを再編集した描き下ろしプロローグを掲載。同年8月の36・37合併号より、袋とじでの全ページフルカラー作品として連載開始。2024年31号をもって完結した。

## 概要
ギリシア神話をモチーフとした物語や、正義のために戦う少年たちの姿を描き、「聖闘士（セイント）」「聖衣（クロス）」「小宇宙（コスモ）」などのネーミングと共に1980年代後半に人気を博した『聖闘士星矢』（以下、前作と表記）の完全新作として発表される。
前作で言及のあった243年前の聖戦（アテナを守る聖闘士たちとハーデス軍との戦い）を描いている。また、part12にて前作の主人公・星矢の登場以降は前作の正統続編と銘打たれ、その後日談も織り込まれるようになった。過去と現在が交錯しながら展開し、前作の正式な続編として制作された映画『聖闘士星矢 天界編 序奏〜overture〜』のキャラクターなどもリメイクされ、登場している。
日本の漫画は一般に扉絵や巻頭などの一部にカラー化がなされる程度であり、フルカラー全ページでの作品連載は車田自身が作業的に不可能と考えていたが、CG技術の導入により実現したという。しかし、週刊連載ではその維持が困難であるとの判断から、2006年38号以降は不定期連載に改められた。Part9以降は袋とじではなくなり、1話ごとのページ数も約18ページ前後に増加したが、Part15以降の雑誌掲載分は扉絵などの一部を除きモノクロとなる。この変更について編集部から発表はなかったが、製作自体はカラーで進行しており、単行本ではフルカラー作品として発売することが、2009年に沢考史（『週刊少年チャンピオン』編集長）によって告知された。

## あらすじ
シオン、堂虎の前に1人の少年が立ち塞がる。その少年こそは天馬星座に選ばれた聖闘士・天馬だった。天馬とアローンはペガサスのおかげで窮地を脱するが、聖衣を取り返そうとした天馬が2人の黄金聖闘士に相対する隙に、アローンはパンドラを名乗る女性の言うがままに覚醒の証・冥王の剣を引き抜き、ハーデス城へ連れ去られてしまう。
クロノスの力で瞬と共に前聖戦の時代に赴き、冥王の剣を破壊しようとする。だが、クロノスの悪戯によりテロメアをいじられた沙織は、無力な赤子にされてしまう。アテナの力が弱体化したことで、冥闘士たちは好機とみて聖域への侵攻を開始する。その先陣を切るのは杯座の白銀聖闘士で天馬の師匠、そして童虎とシオンの刎頚の友でありながら、冥界三巨頭の一人・天雄星ガルーダの冥闘士となった水鏡であった。
沙織とはぐれた瞬は、過去の聖域で星矢に瓜二つの天馬と出会う。それぞれに友を救いたい2人は意気投合。赤子となった沙織は、まるで未来の再現のように、裏切りを決意した教皇に命を狙われるが、アテナに絶対の忠誠を誓う乙女座のシジマに命を救われる。だが、魚座のカルディナーレは反逆を宣言してシジマを襲撃する。窮地を知らせるシジマの思念は白羊宮のシオンの元に届き、内なる敵との戦いという異常事態を他の黄金聖闘士たち知らせるため、瞬と天馬は十二宮を駆け上ることになる。また、秘密を抱えるがゆえに裏切り者の烙印を押され、聖闘士も冥闘士も敵に回す孤独な戦いを強いられる水鏡もまた、自らの命をかけて十二宮に挑む。
一方、アテナ抹殺を企てるアルテミスの部下・カリストは、沙織に月衛士（サテライト）の一人・ラスクムーンを、そして星矢に天闘士・斗馬を刺客として差し向ける。沙織と瞬を影ながら護衛していた一輝がラスクムーンを撃破し、氷河と魔鈴により斗馬も退けられる。一輝、氷河、紫龍もまた沙織と瞬を追って過去へと旅立つ。

## 書誌情報
- 車田正美 『聖闘士星矢 NEXT DIMENSION 冥王神話』 秋田書店〈少年チャンピオンコミックス・エクストラ〉、全16巻
  1. 2009年2月6日発売[4]、ISBN 978-4-253-13271-8
  2. 2010年3月8日発売[5]、ISBN 978-4-253-13272-5
  3. 2010年12月8日発売[6]、ISBN 978-4-253-13273-2
  4. 2011年12月8日発売[7]、ISBN 978-4-253-13274-9
  5. 2012年4月6日発売[8]、ISBN 978-4-253-13275-6
  6. 2012年12月7日発売[9]、ISBN 978-4-253-13276-3
  7. 2013年8月8日発売[10]、ISBN 978-4-253-13277-0
  8. 2013年12月6日発売[11]、ISBN 978-4-25313278-7
  9. 2014年6月20日発売[12]、ISBN 978-4-253-13279-4
  10. 2016年6月8日発売[13]、ISBN 978-4-253-13280-0
  11. 2017年9月7日発売[14]、ISBN 978-4-253-13281-7
  12. 2018年5月8日発売[15]、ISBN 978-4-253-13282-4
  13. 2021年6月8日発売[16]、ISBN 978-4-253-13283-1
  14. 2023年4月7日発売[17]、ISBN 978-4-253-13284-8
  15. 2024年5月8日発売[18]、ISBN 978-4-253-13285-5
  16. 2024年11月8日発売[19]、ISBN 978-4-253-13286-2